# Abby Hoffman
Abby Hoffman, född 11 februari 1947, är en friidrottare från Kanada. Hon deltog vid olympiska sommarspelen 1964, olympiska sommarspelen 1968, olympiska sommarspelen 1972 och olympiska sommarspelen 1976.